# Respiro agonico
Il respiro agonico (gasping in lingua inglese) è un movimento muscolare involontario, un boccheggiamento caratterizzato da una riduzione estrema della frequenza degli atti respiratori fino al loro totale arresto. Pur apparendo come un normale movimento respiratorio risulta un tipo di respirazione non efficace. Il paziente deve quindi essere considerato in arresto respiratorio e deve essere trattato secondo i consueti protocolli rianimatori mediante ventilazione artificiale e massaggio cardiaco esterno.

## Caratteristiche
Il respiro agonico può verificarsi in un numero estremamente elevato degli arresti cardiaci, secondo alcuni autori nel 40% dei casi mentre secondo altri studi fino al 55% dei pazienti affetti da arresto cardiaco extraospedaliero non testimoniato.
Gli astanti tendono a scambiare spesso questo respiro agonico per una respirazione normale, quando in realtà la ventilazione è del tutto inadeguata per garantire un minimo di scambi gassosi alveolari. I medici descrivono spesso il respiro agonico come un respiro talvolta debole ed in altri casi pesante, rumoroso e faticoso, in altri casi come un rantolo occasionale.

### Effetti emodinamici
Il respiro agonico, in quanto attività ventilatoria anomala, può essere considerato come un fenomeno di "auto-rianimazione". Molti ricercatori hanno dimostrato diversi effetti benefici emodinamici correlati al gasping: le inspirazioni del gasping determinano un calo delle pressioni intratoraciche e dell'atrio destro, instaurando un gradiente di pressione che favorisce il ritorno venoso al cuore, mentre le espirazioni del gasping aumentano la pressione intratoracica ed aortica, determinano così anche un aumento della pressione di perfusione coronarica. In questo modo migliorano il flusso sanguigno.
Altri autori, nel confermare questi dati hanno anche sottolineato come in modelli animali il gasping determini una diminuzione della pressione intracranica e migliori la perfusione cerebrale.

## Gasping come indice prognostico
Da uno studio effettuato in Arizona su un ampio numero di arresti cardiaci (2018 casi) è emerso come il riscontrare da parte dei soccorritori un respiro agonico nei pazienti in arresto cardiaco sia un indice prognostico favorevole. In questo studio nei 191 soggetti soccorsi la probabilità di sopravvivenza e successiva dimissione dall'ospedale aumentava di ben tre volte (da 7.8% a 28.3%) rispetto alle vittime che non presentavano questo segno.
Ancora la probabilità di essere dimessi dall'ospedale incrementava di cinque volte (da 9.4% a 39.%) se il primo soccorso veniva effettuato dai testimoni (i cosiddetti astanti). Da un punto di vista fisiopatologico la presenza di attività respiratoria, sia pure non efficace, da parte della vittima testimonia da un lato l'esistenza di un flusso cerebrale, sia pure inadeguato ma ancora presente, dall'altro precocità dell'intervento di soccorso.